# Skilling Open
Skilling Open là giải đấu đấu tiên của tour giải cờ nhanh trị giá hơn 1,6 triệu đô la Meltwater Champions Chess Tour 2021. Tổng số tiền thưởng của giải đấu là 100.000$ với nhà vô địch được 30.000$.

## Thể thức
Giống như các giải đấu khác trong chuỗi giải đấu này, Skilling Open chơi theo thể thức cờ nhanh, mỗi ván đấu 15 phút + 10 giây tích lũy. Mỗi giải gồm 16 kỳ thủ (riêng giải Airthings Masters gồm 12 kỳ thủ), thi đấu vòng bảng vòng tròn một lượt chọn ra 8 kỳ thủ đánh loại trực tiếp.
Ở vòng loại trực tiếp, việc phân cặp theo thứ tự vòng bảng: 1-8 và 4-5 chung nhánh bán kết, 2-7 và 3-6 nhánh còn lại. Mỗi trận đấu gồm 2 trận đấu nhỏ, mỗi trận đấu nhỏ có 4 ván cờ nhanh. Ở trận đấu nhỏ, nếu ai đạt được từ 2½ điểm trở lên được tính là thắng, nếu hòa 2–2 tính là hòa. Kết quả trận đấu là kết quả 2 trận đấu nhỏ. Nếu hai trận đấu nhỏ có kết quả hòa (hòa cả hai trận hoặc mỗi người thắng một trận) thì sẽ có hai ván cờ chớp 5 phút + 3 giây để phân định thắng thua. Nếu sau hai ván cờ chớp vẫn hòa sẽ có một ván Armageddon: bên trắng có 5 phút, bên đen 4 phút nhưng hòa thì đen thắng. Người có thứ hạng cao hơn ở vòng bảng sẽ được chọn màu quân ở ván đấu này.
Các giải đấu đều thi đấu trên nền tảng Chess24.com, là một trong những trang web hàng đầu về cờ vua mà công ty của vua cờ Magnus Carlsen đã sở hữu trước đó.

## Lịch thi đấu
| Vòng (giai đoạn)                | Thời gian                   |
| ------------------------------- | --------------------------- |
| Cả giải đấu                     | 22 - 30 tháng 11, 2020      |
| Vòng bảng                       | 22, 23 và 24 tháng 11, 2020 |
| Vòng tứ kết                     | 25 và 26 tháng 11, 2020     |
| Vòng bán kết                    | 27 và 28 tháng 11, 2020     |
| Chung kết và Trận tranh hạng ba | 29 và 30 tháng 11, 2020     |

## Vòng bảng
16 kỳ thủ tham dự giải gồm 14 kỳ thủ được mời trực tiếp và 2 kỳ thủ có suất nhờ thành tích thi đấu tốt tại Banter Series là Lê Quang Liêm và Peter Svidler.
Sau vòng bảng, có 10 kỳ thủ từ 8 điểm trở lên. Sau khi xét hệ số phụ, Carlsen dẫn đầu, xếp trên Nakamura. Trong khi đó 5 kỳ thủ trong nhóm 8 điểm có Radjabov, Vachier-Lagrave và Giri vào vòng loại trực tiếp, Firouzja và Quang Liêm bị loại.
| TT | Kỳ thủ                 | Elo  | Thắng | Hòa | Thua | Điểm | Đối đầu | Ván thắng | Hệ số SB |
| -- | ---------------------- | ---- | ----- | --- | ---- | ---- | ------- | --------- | -------- |
| 1  | Magnus Carlsen         | 2881 | 5     | 8   | 2    | 9    | ½       | 5         |          |
| 2  | Hikaru Nakamura        | 2829 | 4     | 10  | 1    | 9    | ½       | 4         |          |
| 3  | Wesley So              | 2741 | 3     | 11  | 1    | 8½   | 1½      |           |          |
| 4  | Ian Nepomniachtchi     | 2778 | 4     | 9   | 2    | 8½   | 1       |           |          |
| 5  | Levon Aronian          | 2778 | 5     | 7   | 3    | 8½   | ½       |           |          |
| 6  | Teimour Radjabov       | 2758 | 5     | 6   | 4    | 8    | 3       |           |          |
| 7  | Maxime Vachier-Lagrave | 2860 | 3     | 10  | 2    | 8    | 2       | 3         | 58,5     |
| 8  | Anish Giri             | 2731 | 3     | 10  | 2    | 8    | 2       | 3         | 57,75    |
| 9  | Alireza Firouzja       | 2703 | 6     | 4   | 5    | 8    | 1½      | 6         |          |
| 10 | Lê Quang Liêm          | 2744 | 5     | 6   | 4    | 8    | 1½      | 5         |          |
| 11 | Đinh Lập Nhân          | 2836 | 2     | 11  | 2    | 7½   |         |           |          |
| 12 | Vidit Santosh Gujrathi | 2636 | 2     | 9   | 4    | 6½   | 1       |           |          |
| 13 | David Antón Guijarro   | 2667 | 5     | 3   | 7    | 6½   | 0       |           |          |
| 14 | Peter Svidler          | 2742 | 1     | 10  | 4    | 6    |         |           |          |
| 15 | Sergey Karjakin        | 2709 | 3     | 5   | 7    | 5½   |         |           |          |
| 16 | Jan-Krzysztof Duda     | 2774 | 2     | 5   | 8    | 4½   |         |           |          |

## Vòng loại trực tiếp
So vô địch giải đầu tiên của Champions Chess Tour 2021 sau khi thắng Nakamura ở bán kết và Carlsen ở chung kết với tỉ số 2-1 (hòa sau hai trận đấu nhỏ và thắng ở hai ván cờ chớp playoff).
|  | Tứ kết | Tứ kết                 | Tứ kết | Tứ kết             | Tứ kết |   |                | Bán kết        | Bán kết | Bán kết | Bán kết | Bán kết |  |  | Chung kết | Chung kết | Chung kết | Chung kết | Chung kết |  |
|  |        |                        |        |                    |        |   |                |                |         |         |         |         |  |  |           |           |           |           |           |  |
|  | 1      | Magnus Carlsen         | 2½     | 2                  |        |   |                |                |         |         |         |         |  |  |           |           |           |           |           |  |
|  | 1      | Magnus Carlsen         | 2½     | 2                  |        |   |                |                |         |         |         |         |  |  |           |           |           |           |           |  |
|  | 8      | Anish Giri             | 1½     | 2                  |        |   |                |                |         |         |         |         |  |  |           |           |           |           |           |  |
|  | 8      | Anish Giri             | 1½     | 2                  |        | 1 | Magnus Carlsen | 2½             | 2       |         |         |         |  |  |           |           |           |           |           |  |
|  |        |                        |        |                    |        | 1 | Magnus Carlsen | 2½             | 2       |         |         |         |  |  |           |           |           |           |           |  |
|  |        |                        | 4      | Ian Nepomniachtchi | 1½     | 2 |                |                |         |         |         |         |  |  |           |           |           |           |           |  |
|  | 5      | Levon Aronian          | 4      | Ian Nepomniachtchi | 1½     | 2 | 2½             | 1              | 0       |         |         |         |  |  |           |           |           |           |           |  |
|  | 5      | Levon Aronian          |        |                    |        |   |                |                |         |         |         |         |  |  |           |           |           |           |           |  |
|  | 4      | Ian Nepomniachtchi     | 1½     | 3                  | 2      |   |                |                |         |         |         |         |  |  |           |           |           |           |           |  |
|  | 4      | Ian Nepomniachtchi     | 1½     | 3                  | 2      |   | 1              | Magnus Carlsen | 2       | 2       | ½       |         |  |  |           |           |           |           |           |  |
|  |        |                        |        |                    |        |   |                |                |         |         |         |         |  |  |           |           |           |           |           |  |
|  |        |                        | 3      | Wesley So          | 2      | 2 | 1½             |                |         |         |         |         |  |  |           |           |           |           |           |  |
|  | 3      | Wesley So              | 3      | Wesley So          | 2      | 2 | 1½             | ½              | 2½      | 1½      |         |         |  |  |           |           |           |           |           |  |
|  | 3      | Wesley So              |        |                    |        |   |                |                |         | 1½      |         |         |  |  |           |           |           |           |           |  |
|  | 6      | Teimour Radjabov       | 2½     | 1½                 | 1½     |   |                |                |         |         |         |         |  |  |           |           |           |           |           |  |
|  | 6      | Teimour Radjabov       | 2½     | 1½                 | 1½     |   | 3              | Wesley So      | 2½      | 2       |         |         |  |  |           |           |           |           |           |  |
|  |        |                        |        |                    |        |   | 3              | Wesley So      | 2½      | 2       |         |         |  |  |           |           |           |           |           |  |
|  |        |                        | 2      | Hikaru Nakamura    | 1½     | 2 |                |                |         |         |         |         |  |  |           |           |           |           |           |  |
|  | 7      | Maxime Vachier-Lagrave | 2      | Hikaru Nakamura    | 1½     | 2 | 2½             | ½              | 1½      |         |         |         |  |  |           |           |           |           |           |  |
|  | 7      | Maxime Vachier-Lagrave |        |                    |        |   |                |                |         |         |         |         |  |  |           |           |           |           |           |  |
|  | 2      | Hikaru Nakamura        | 1½     | 2½                 | 1½     |   |                |                |         |         |         |         |  |  |           |           |           |           |           |  |

## Kết quả chung cuộc
| Thứ hạng | Kỳ thủ         | Điểm | Tiền thưởng |
| -------- | -------------- | ---- | ----------- |
| Vô địch  | Wesley So      | 46   | 30 000$     |
| Á quân   | Magnus Carlsen | 30   | 15 000$     |